# 志賀仁右衛門
志賀 仁右衛門（しが にえもん、生年不詳 - 1686年10月）は、江戸時代前期（17世紀）に実在した日本の武士である。幕臣の身でありながら、無頼集団「大小神祇組」を組織した旗本奴である。

## 人物・来歴
生年月日・生地ともに不詳である。後年、1896年（明治29年）1月に発行された『大日本人名辭書』によれば、「人となり残忍酷戻にして常に闘争を好み血を見るを以て快なりとす」、つまり「人物は残忍で酷く道理に反しており、常に喧嘩や闘争を積極的に行い、流血を見ることを快楽とする性格」とされる。
正確な時期は不明であるが、17世紀の江戸で、矢頭藤助、山岡源八、朝比奈半右衛門らと「大小神祇組」を組織し、「旗本奴」となって町奴に対抗した。仁右衛門ら「大小神祇組」の中心的活動時期は、延宝年間（1673年 - 1681年）から天和年間（1681年 - 1683年）のころで、「公方の尻持」つまり将軍の後ろ盾があると自称し、同じ幕臣の旗本・御家人階級の若者がこれに加入、勢力を増大させた。大小神祇組はそもそも水野十郎左衛門こと水野成之が組織し首領を務めた集団で、水野は1664年4月23日（寛文4年3月27日）に切腹により死去しており、仁右衛門ら大小神祇組が勃興したのは、水野没後10年を経てからということになる。このころの大小神祇組には、ほかに松井新五兵衛、手塚吉右衛門、粕谷源次、白旗三左衛門、柔術家の剣持太郎左衛門らがおり、これを志賀が束ねた。
1686年（貞享3年）、町奴・鍾馗半兵衛、紅葉安兵衛とその一党が、桜井和泉太夫を見物するため日本橋堺町（現在の東京都中央区日本橋人形町）の芝居小屋にいる矢頭と松井を襲撃し、鍾馗が死亡、紅葉らが負傷するという派手な喧嘩が起きた。その後、同年10月（貞享3年9月）、幕府大目付・中山勘解由（中山直守）がかぶき者の大規模な取締りを行い、仁右衛門は捕縛された。水野のような切腹ではなく、絞刑に処され死去した。正確な享年および没日は不明である。同取締りにより、大小神祇組は壊滅した。